# خوسيه إمبالو
خوسيه إمبالو هو لاعب كرة قدم برتغالي في مركز الهجوم، ولد في 3 مايو 1993 في البرتغال. لعب مع أيل ليماسول ورابيد بوخارست ونادي بيرا مار.

## وصلات خارجية
- خوسيه إمبالو على موقع قاعدة بيانات كرة القدم.إي يو (الإنجليزية)
- خوسيه إمبالو على موقع Soccerway.com (الإنجليزية)